# Матч звёзд КХЛ 2009
1-й матч всех звёзд Континентальной хоккейной лиги прошел в Москве 10 января 2009 года на катке, построенном на Красной площади, вместимость трибун которого составила 4 тысячи зрителей. Первый «Матч звёзд КХЛ» в истории, должен был стать в первую очередь имиджевым проектом, именно поэтому местом проведения игры стала главная площадь России.
«Матч звезд КХЛ-2009» проходил с участим команд в которых собраны лучшие игроки-иностранцы и лучшие игроки-россияне, команды получили названия по именам своих капитанов Яромира Ягра и Алексея Яшина.

## События, предшествовавшие матчу

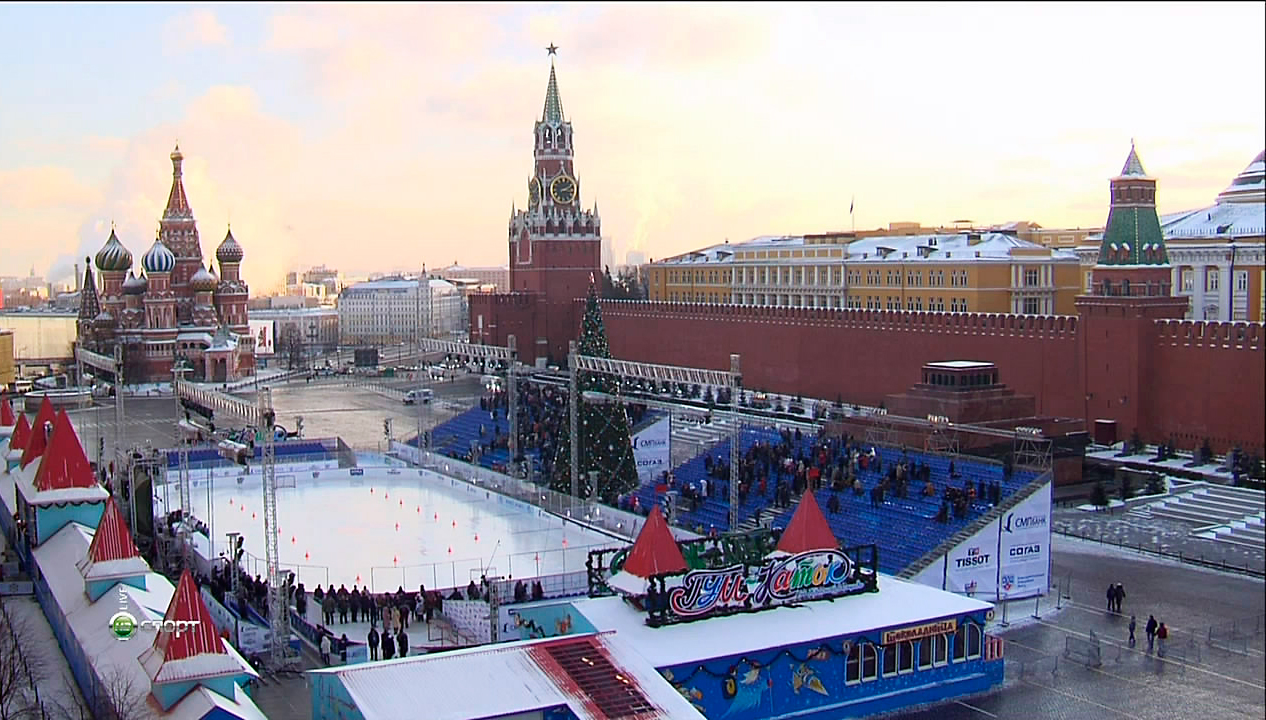
ГУМ-Каток на Красной площади во время матча

## Составы команд
| Команда Яшина                                | Команда Ягра                                   |
| Вратари                                      |                                                |
| Александр Еременко («Салават Юлаев» Уфа)     | Роберт Эш (СКА Санкт-Петербург)                |
| Константин Барулин (ЦСКА)                    | Рэй Эмери («Атлант» Московская область)        |
| Защитники                                    |                                                |
| Виталий Прошкин («Салават Юлаев» Уфа)        | Кевин Даллман («Барыс» Астана)                 |
| Илья Никулин («Ак Барс» Казань)              | Раймон Жиру (СКА Санкт-Петербург)              |
| Денис Куляш (ЦСКА)                           | Магнус Йоханссон («Атлант» Московская область) |
| Константин Корнеев (ЦСКА)                    | Бен Клаймер («Динамо» Минск)                   |
| Алексей Житник («Динамо» Москва)             | Карел Рахунек («Динамо» Москва)                |
| Нападающие                                   |                                                |
| Алексей Яшин («Локомотив» Ярославль)         | Яромир Ягр («Авангард» Омск)                   |
| Максим Сушинский (СКА Санкт-Петербург)       | Павел Брендл («Торпедо» Нижний Новгород)       |
| Данис Зарипов («Ак Барс» Казань)             | Тони Мортенссон («Ак Барс» Казань)             |
| Алексей Морозов («Ак Барс» Казань)           | Ян Марек («Металлург» Магнитогорск)            |
| Андрей Николишин («Трактор» Челябинск)       | Якуб Клепиш («Авангард» Омск)                  |
| Александр Радулов («Салават Юлаев» Уфа)      | Ярослав Кудрна («Металлург» Магнитогорск)      |
| Олег Сапрыкин (ЦСКА)                         | Марцел Хосса («Динамо» Рига)                   |
| Алексей Кудашов («Локомотив» Ярославль)      | Олег Антоненко (ХК МВД Балашиха)               |
| Алексей Терещенко («Салават Юлаев» Уфа)      | Эса Пирнес («Атлант» Московская область)       |
| Сергей Мозякин («Атлант» Московская область) | Бранко Радивоевич («Спартак» Москва)           |
| Тренеры                                      |                                                |
| Сергей Михалёв («Салават Юлаев» Уфа)         | Барри Смит (СКА Санкт-Петербург)               |
| Вячеслав Быков (ЦСКА)                        | Кари Хейккиля («Локомотив» Ярославль)          |
| Игорь Захаркин (ЦСКА)                        | Владимир Вуйтек («Динамо» Москва)              |

• Жирным выделены игроки стартовых составов

## Ход игры

### Статистика
| 10 января 2009 | \| Команда Яшина \| 6 : 7 (1:3; 3:1; 2:3) \| Команда Ягра \| \| Мозякин (Сушинский, Прошкин) 11:03 Куляш (Яшин) 28:25 Мозякин 38:15 Сапрыкин 39:58 Сапрыкин (Радулов) 48:05 Радулов 55:31 \| Голы \| 07:36 Хосса (Клепиш, Ягр) 11:31 Клаймер (Клепш, Ягр) 14:28 Кудрна (Марек, Пирнес) 35:15 Хосса (Пирнес) 49:35 Марек 57:13 Брендл 59:01 Хосса \| | Красная площадь Москва |
| Команда Яшина | 6 : 7 (1:3; 3:1; 2:3) | Команда Ягра |
| Мозякин (Сушинский, Прошкин) 11:03 Куляш (Яшин) 28:25 Мозякин 38:15 Сапрыкин 39:58 Сапрыкин (Радулов) 48:05 Радулов 55:31 | Голы | 07:36 Хосса (Клепиш, Ягр) 11:31 Клаймер (Клепш, Ягр) 14:28 Кудрна (Марек, Пирнес) 35:15 Хосса (Пирнес) 49:35 Марек 57:13 Брендл 59:01 Хосса |

| Команда Яшина | 6 : 7 (1:3; 3:1; 2:3) | Команда Ягра |
| Мозякин (Сушинский, Прошкин) 11:03 Куляш (Яшин) 28:25 Мозякин 38:15 Сапрыкин 39:58 Сапрыкин (Радулов) 48:05 Радулов 55:31 | Голы                  | 07:36 Хосса (Клепиш, Ягр) 11:31 Клаймер (Клепш, Ягр) 14:28 Кудрна (Марек, Пирнес) 35:15 Хосса (Пирнес) 49:35 Марек 57:13 Брендл 59:01 Хосса |